# Желтоголовый чёрный трупиал
Желтоголовый чёрный трупиал (лат. Chrysomus icterocephalus) — вид птиц рода Chrysomus семейства трупиаловых. Выделяют 2 подвида.

## Описание
Размер желтоголовых чёрных трупиалов составляет 16—18 см. Окрас самца ярко-желтый на голове и груди и блестяще-черный по всему телу. У самок и молодых особей спина оливково-коричневая, на спине также есть более темные полосы. Горло и голова желтоватые, живот коричневый. Молодой самец более жёлтый, чем самка.

## Распространение и среда обитания
Ареал этого вида простирается от северной Колумбии до северной Венесуэлы, Гайаны, Суринама, Французской Гвианы, Бразилии и вдоль реки Амазонки до Перу. Кроме того, вид встречается на Тринидаде и Тобаго и на Нидерландских Антильских островах. Среда обитания птицы — заболоченные участки вблизи озёр и рек. Обычно находятся на высоте менее 500 метров над уровнем моря, но в перуанских Андах вид был обнаружен на высоте более двух километров.

## Размножение
Сроки сезона размножения варьируются в зависимости от региона. Самцы привлекают самок тем, что строят гнездо, демонстрируют свое оперение и поют. Гнездятся колониями до тридцати особей. За сезон размножения самцы могут построить до пяти гнезд. Самка откладывает два-три голубых яйца, которые насиживает только она. Самец помогает кормить птенцов и защищает гнездо от паразитирующих буроголовых коровьих трупиалов. Иногда колонии строят свои гнезда в другом месте из-за последних.